# واسولو-توپ
واسولو-توپ (به لاتین: Wassoulou-Ballé) یک منطقهٔ مسکونی در مالی است که در استان سیکاسو واقع شده‌است.
 واسولو-توپ ۱٬۵۹۴ کیلومتر مربع مساحت و ۵۱٬۷۲۷ نفر جمعیت دارد.